# Chlorophytum madagascariense
Chlorophytum madagascariense är en sparrisväxtart som beskrevs av John Gilbert Baker. Chlorophytum madagascariense ingår i släktet ampelliljor, och familjen sparrisväxter. Inga underarter finns listade i Catalogue of Life.